# نوک‌نهنگ هابز
نوک‌نهنگ هابز آب‌بازی عضو سرده میان‌دندان‌ها از خانواده نوک‌نهنگان است که در مناطق شمالی اقیانوس آرام زندگی می‌کند.

## توصیف ظاهری
بدن یک نوک‌نهنگ هابز همانند بدن دیگر اعضای میان‌دندان‌ها است؛ با این تفاوت که ظاهری گوشتالو دارد و بدن در انتها به شکل یک دوک باریک می‌شود. طول نوک متوسط است و فک پایینی بخش بزرگی از پوزه را در بر گرفته است. چنین چیزی در نوک‌نهنگ بلنویل نیز دیده می‌شود ولی در هابز به میزان کمتر. دندان‌های اندکی بزرگ هستند و دندان‌های عاج کمی بالای پوزه قرار گرفته‌اند.
رنگ بدن نرها خاکستری تیره تا سیاه است بی سایه‌های روشن. نهنگ‌های نر رنگ سفید بر نوک و ملون توپ‌شکل دارند و تعداد زیادی زخم بر روی بدنشان دیده می‌شوند. ماده‌ها اما رنگ خاکستری روشن‌تری دارند با سایه‌های سفید بر زیر شکم و گاه نیز رنگ سفید بر نوک. طول بدن و وزن آن در هر دو جنس به بیشینه ۵٫۴ متر و ۱٫۵ تن می‌رسد. بچه‌ها در هنگام تولد طولی برابر ۲٫۴ متر دارند که بیشترین طول نوزاد تازه متولد شده در میان نوک‌نهنگ‌ها است و نزدیک نیمی از طول بدن مادر.
با توجه به تعداد زیاد زخم‌های روی بدن، گمان بر این می‌رود که نرهای این گونه بیشتر از دیگر گونه‌های سرده میان‌دندان‌ها با هم رقابت و درگیری داشته باشند. به نظر می‌آید که نوک‌نهنگ هابز از ماهی مرکب تغذیه کند.

## گستره و جمعیت
گستره نوک‌نهنگ هابز در شمال اقیانوس آرام قرار دارد و محدوده آن در شرق از ژاپن آغاز می‌شود و در غرب به منطقه میان بریتیش کلمبیا در کانادا و کالیفرنیا در ایالات متحده می‌رسد. با آنکه احتمال دارد که آن‌ها در آب‌های آزاد اقیانوسی میان دو ناحیه گفته شده شنا کنند، مشاهده‌ای از آن‌ها در این نواحی گزارش نشده است. به دلیل گستره احتمالاً محدودشان، به نظر می‌آید جانوران کمیابی باشند؛ با این حال تخمینی از جمعیت جهانی آن‌ها در دسترس نیست. 